# Техничка школа Зајечар
43° 53′ 57″ С; 22° 16′ 29″ И / 43.89924° С; 22.27473° И
Техничка школа у Зајечару је једна од четворогодишњих средњих школа на територији града Зајечара и функционише у оквиру образовног система Републике Србије.

## Историјат
Школа је основана 1966. године због настале потребе за школованим техничарима и радницима техничке и електро струке. Након слања дописа надлежних из тадашње општине Зајечар и тражења дозвола за оснивањем школе, Министарство просвете је дало задатак Радничком универзитету да отпочне са припремама. Настава у школи почела је 12. септембра 1966. године и у школске клупе село је 157 ученика који су били распоређени у два одељења машинске струке где је уписано 85 ученика и два одељења електро струке где је било уписано 72 ученика. Године 1967. школа добија званичну дозволу за рад и свој назив „29. новембар”.
За првог директора Школе постављен је Драган Јанковић, тадашњи директор Радничког универзитета. У приземљу је имала радионице и по том питању била је најбоље опремљена школа у Зајечару. Године 1973. спојила се са делом Школе за КВ раднике (секундарне делатности) када је формиран Образовни технички центар. Својим образовањем и структуром, постаје најразвијенија образовна институција за средње образовање, тако да школске 1975/76. године у Центру средње образовање стичу 1017 ученика распоређених у 44 одељења. Изучаване су следеће струке: машинска, електротехничка, текстилна, стакларска, керамичка и прехрамбена. У центру су радила и 4 одељења специјалног образовања где су изучаване металска и текстилна струка.
У периоду од 1977. до 1987. године, Техничка школа је са остале три зајечарске средње школе – Гимназијом, Економско-трговинском и Медицинском – чинила јединствени Центар усмереног образовања „АВНОЈ“. Након расформирања Центра усмереног образовања, Техничка школа је као независна институција почела са радом 1987. године. 

## Школа данас
Техничка школа данас представља јену од водећих образовних установа, не само у региону, већ и у Републици Србији. Употреба савремених наставних средстава, увођење нових наставних метода и подизање квалитета наставе уопште је један од примарних циљева развоја школе.
Техничка школа се бави образовно- васпитним радом и стручним образовањем кадрова за подручја рада:електротехника, машинство и обрада метала, саобраћај и личне услуге. Школу похађа, око 840 ученика, распоређених у 31 одељење. Образовно-васпитни рад остварује 73 наставника, стручних сарадника и сарадника у настави.
У оквиру додатне делатности школа је регистрована за извођење обуке за рад на рачунару. Више од 500 полазника, из локалних фирми, установа и физичких лица успешно је завршило неки од програма обуке. Док је увођењем образовних профила из подручја рада саобраћај основан је и Центар за обуку возача. У оквиру ауто школе изводи се обука за стицање возачке дозволе А, Б, Ц и Д категорије. Поред обавезне обуке која се изводи са ученицима саобраћајних образовних профила услуге обуке су доступне и осталим грађанима.

### Школско спортско друштво „Техничар”
Основано је 27. јануара 1999. године, чланови спортског друштва су ученици наше школе. У оквиру друштва активне су секције за мали фудбал, одбојку, кошарку, рукомет, стрељаштво, корективну гимнастику, атлетику. Под руководством наставника физичког васпитања школске екипе постигле су запажене резултате на свим нивоима школског спорта (школске лиге на нивоу града, општинска, окружна и републичка такмичења).